# Cleeve Hill
Cleeve Hill, ou Cleeve Common, ou encore Cleeve Cloud, est un sommet du Royaume-Uni culminant à 330 mètres d'altitude dans le comté du Gloucestershire, dont il constitue le point culminant, en Angleterre. C'est également le plus haut sommet des Cotswolds.